# (39813) 1997 XV4
1997 أكس في 4 (ويعرف أيضًا باسم (39813) 1997 أكس في 4 وفق تسمية الكوكب الصغير) (بالإنجليزية: 1997 XV4)‏ هو كويكب ضمن حزام الكويكبات؛ وترتيبه 39813 من حيث الاكتشاف.
اكتُشف هذا الجُرم الفلكي بواسطة OCA–DLR Asteroid Survey ‏ في 6 ديسمبر 1997.

## وصلات خارجية
- (39813) 1997 XV4 في قاعدة بيانات مختبر الدفع النفاث لأجرام النظام الشمسي الصغيرة

- الاكتشاف · مخطط المدار ·  العناصر المدارية · المعلمات المادية

- (39813) 1997 XV4 على موقع ويكي سكاي: DSS2, SDSS, GALEX, IRAS, Hydrogen α, X-Ray, Astrophoto, Sky Map, Articles and images